# 锡塞顿 (南达科他州)
锡塞顿（英語：Sisseton），是美国南达科他州下属的一座城市。根据2010年美国人口普查，该市有人口2,470人。2011年估计该市人口约有2,502人，年增长率为1.30%。